# Жак, Теодор
Теодо́р-Жозе́ф-Наполео́н Жак (также Федор Жак, Наполеон Жак и т. п.; фр. Théodore-Joseph-Napoléon Jacques; 1804—1876) — французский скульптор, работавший в Санкт-Петербурге. Академик Императорской Академии художеств. Создатель памятника Петру I в Кронштадте. Автор жанровых интерьерных скульптур.

## Биография
Родился в Париже 22 флореаля XII года (12 мая 1804 года). Учился в 1818—1828 годах в Парижской школе изящных искусств у Пьера Картелье и Жана-Пьера Корто. Ученические барельефы «Бесстрашие юного Тесея» (1822) и «Тилемах встречает Ментора в рабстве у Азаила» (1829) выставлялись в Премиальном зале скульптуры в Школе изящных искусств.
В 1828 году участвовал в соискании Римской премии, выполнив скульптуру на конкурсный сюжет «Смерть Геркулеса на горе Эта». Занял второе место (первый приз получил Антуан-Лоран Дантан).
Жил в России с 1833 года. В этом же году участвовал в выставке Академии художеств со статуями «Геркулес, срывающий свою тунику» и «Неант, терзаемый псом», за которые получил звание назначенного.
В 1833 году подготовил проект скульптурной композиции для увенчания Александровской колонны, который рассматривался советом Академии художеств, но не был утверждён.
В 1836 году получил звание академика за работу на назначенный сюжет «Дискобол, пускающий диск». В ряде источников (например, в книге «Скульптура и скульпторы Санкт-Петербурга: 1703—2007») ошибочно утверждается, что звание академика по рассмотрении представленной Жаком работы присвоено ему не было.
В 1836 году выполнил горельефы с изображениями евангелистов, установленные над аркадой Петрикирхе на Невском проспекте в Санкт-Петербурге.
В 1836—1840 годах создал мраморных кариатид для фасада особняка Демидовых на Большой Морской улице в Санкт-Петербурге (бывшее итальянское посольство, архитектор О. Монферран).
В 1840 году создал скульптуру для памятника Петру I, которая затем была отлита в бронзе в мастерской Клодта и установлена в парке Кронштадта в 1841 году. Отмечая «эффектную выразительность», с которой переданы «постановка фигуры императора и его зоркий взгляд», Н. Н. Врангель называет Жака «мощным, виртуозным мастером».
В 1842 году создал крупную гипсовую статую «Нева», которая погибла при пожаре в мастерской Жака в 1843 году. Сохранились эскизные варианты уменьшенного размера.
В 1846—1848 годах выполнил по модели скульптора И. Гальбига одного из гранитных атлантов для портика Нового Эрмитажа в Санкт-Петербурге.
Создавал интерьерные скульптуры из бронзы и других материалов, в их числе: «Кавказский воин», «Кавказский горец», «Кузнец», «Ямщик». Известны портреты князя П. П. Гагарина (бисквит), Ивана Лазарева (мальчика, гипс), И. X. Лазарева (гипс) и И. Л. Лазарева (бронза). Характерны «Точильщик», «Носильщик», «Охтенская молочница», «Плотник», ряд «Продавцов-разносчиков» различных видов продовольствия; типы народов Российской империи «Лезгин», «Мусульманин», «Грузин», «Татарин», «Черкес» и др. Считается, что помимо собственных наблюдений Жак вдохновлялся работами таких художников, как И. Щедровский. Дополняют представление о круге предметов Жака упоминания скульптур «Шамиль» и «Черкешенка» в каталоге-прайсе фабрики художественного литья «Дом братьев Сюсс» (не позднее 1871), «Бюст Петра Великого» (бронза/мрамор), «Наполеон на утёсе острова Св. Елены» (бронза), «Император Пётр на коне в лавровом венке» в каталоге аукциона предметов искусства на вилле Сан-Донато во Флоренции (1880), а также пары гипсовых скульптур «Христос» и «Пресвятая Дева», в 1848 году приобретённых правительством Франции для церкви в Фонтене-о-Роз.
Выполнил скульптуру Жана Кузена для серии «Прославленные люди» (серии из 86 каменных статуй, установленных на ограничивающих внутренний двор стенах Луврского дворца). Статуя Кузена расположена на стене ротонды Аполлона.
Создал каменное надгробие с барельефом «Скорбь» на могиле своей матери, умершей в 1827 году. Там же, на кладбище Пер-Лашез, похоронен и сам скульптор.
Несколько раз участвовал в Парижском салоне:
- в 1831 году — со скульптурой «Неант» (гипс)[31];
- в 1845 году — с моделью скульптуры «Нева» (бронза)[32];
- в 1846 году — со скульптурой «Ева, срывающая роковое яблоко» (гипс)[33][34];
- в 1861 году экспонировал три работы — «Портрет мадам Р.», «Вакханка» и «Жан Кузен» (копию статуи, выполненной для Лувра)[35] среди 515 представленных скульптур[36] и был «почётно отмечен» на этом Салоне[37];
- в 1875 году — с бюстом «Кузнец. Русский тип» (гипс)[38].

Окончательно вернулся из России во Францию в 1858 году. Умер в Париже в 1876 году.
Работы Жака хранятся либо экспонируются в Эрмитаже, Русском музее, музее «Собрание», Чувашском ГХМ.